# Ô chữ The New York Times
Ô chữ The New York Times là trò chơi ô chữ kiểu Mỹ phát hành hàng ngày bởi tờ báo The New York Times. Ô chữ được phát hành trực tuyến trên website và ứng dụng điện thoại của tờ báo, và được cung cấp cho hơn 300 tờ báo và tạp chí khác.
Ô chữ được biên soạn bởi nhiều nhà soạn ô chữ tự do khác nhau và được biên tập bởi Will Shortz từ năm 1933. Trò chơi ô chữ được thiết kế tăng dần độ khó từng ngày trong tuần, dễ nhất vào thứ Hai và khó nhất vào thứ Bảy. Ô chữ ngày Chủ nhật có độ khó bằng ô chữ thứ Năm, xuất hiện trên tạp chí The New York Times. Ô chữ ngày thường có kích thước 15 × 15 ô vuông, riêng Chủ nhật có kích thước 21 × 21 ô vuông.

## Lịch sử
Mặc dù trò chơi ô chữ đã nổi tiếng từ những năm 1920, The New York Times chỉ bắt đầu phát hành ô chữ đầu tiên (bản Chủ nhật) năm 1942. Ô chữ đầu tiên của tờ báo được phát hành vào Chủ Nhật, ngày 15 tháng 2 năm 1942. Nguồn động lực bất chợt của tờ báo phát hành ô chữ sau 20 năm (mặc dù nhà xuất bản tờ báo Arthur Hays Sulzberger là một người hâm mộ ô chữ lâu năm) là do trận Trân Châu Cảng; trong một cuốn sổ ghi nhớ viết ngày 18 tháng 12 năm 1941, một biên tập viên ô chữ thừa nhận rằng trò chơi ô chữ xứng đáng có chỗ đứng trong tờ báo khi thấy những gì đang xảy ra xung quanh, và người đọc cũng cần thứ gì đó để giết thời gian trong lúc cúp điện. Ô chữ sau đó trở nên nổi tiếng.
Năm 1950, ô chữ được phát hành hàng ngày. Ô chữ đầu tiên trong lần phát hành đó không có ghi chú tác giả, và cho đến năm 2001, chưa ai tìm ra danh tính của tác giả ô chữ đầu tiên ấy.
Ô chữ càng ngày trở nên nổi tiếng, cho đến khi nó trở thành ô chữ danh giá nhất trong tất cả các ô chữ thịnh hành của Mỹ. Nhiều nhân vật nổi tiếng đã cho rằng ô chữ The New York Times là ô chữ yêu thích của họ, bao gồm ca sĩ opera Beverly Sills, nhà văn Norman Mailer, cầu thủ bóng chày Mike Mussina, cựu Tổng thống Bill Clinton, nhạc trưởng Leonard Bernstein, người dẫn chương trình Jon Stewart, và cặp song ca Indigo Girls.

## Lối chơi và quy định ô chữ

Ô chữ The New York Times

Ô chữ thứ Hai đến thứ Năm và Chủ nhật luôn có chủ đề, có ít nhất ba đáp án (thường là hàng ngang) có điểm chung với chủ đề đó, ví dụ như một lối chơi chữ, thế chữ cái, một câu nói tách làm nhiều phần, hoặc các thay đổi khác.
Ô chữ thứ Sáu và thứ Bảy là ô chữ khó nhất, thường không có chủ đề, ô trống nhiều, ít ô đen và nhiều từ dài. Số từ tối đa cho một ô chữ ngày thường thường là 78 từ, còn với ô chữ thứ Sáu và Bảy là 72 từ; đối với Chủ Nhật cần 140 từ hoặc ít hơn. Do The New York Times có danh tiếng là một tờ báo dành cho người biết đọc, hiểu biết nhiều về truyền thông đại chúng, đặc biệt là của Mỹ, ô chữ thường đề cập đến những tác phẩm văn học, âm nhạc cổ điển, chương trình truyền hình, điện ảnh và những văn hoá truyền thông khác.
Ô chữ The New York Times có một số quy định truyền thống cần tuân theo khi biên soạn để giúp đỡ người giải hoàn thành ô chữ:
- Mọi ô trống trong ô chữ cần phải có gợi ý từ cả hai hàng ngang và dọc, để khi có một hàng quá khó, hàng còn lại sẽ giúp người giải tìm ra.[15]
- Mọi đáp án trong ô chữ phải có từ 3 chữ cái trở lên.[15]
- Gần như mọi bảng ô chữ có đối xứng quay: ta có thể quay ô chữ 180 độ và có được một bảng ô chữ giống ban đầu. Hiếm khi có một bảng ô chữ chỉ có đối xứng trục ngang hoặc dọc; hiếm hơn nữa là bảng ô chữ không đối xứng, thường dành cho những chủ đề khác thường cần phải phá vỡ quy tắc đối xứng.[10]
- Khi gợi ý có đánh dấu "abbr." (viết tắt), "in brief" (ngắn gọn) hay một cách viết tắt khác của một từ (ngoại trừ "e.g." (ví dụ)), đáp án sẽ là một cách viết tắt (ví dụ, Medical org. (t.chức y tế) = AMA (Hiệp hội Y khoa Hoa Kỳ), từ "org." viết tắt cho "organization" (tổ chức)).[6]
- Khi gợi ý kết thúc bằng một dấu chấm hỏi, đáp án sẽ là một lối chơi chữ (ví dụ, Stopped lying? (Đã hết nằm?) = SAT UP (đứng dậy), ở đây "lying" có hai nghĩa, nghĩa thứ nhất là nói dối (nghĩa đa số người giải sẽ nghĩ đến), nghĩa thứ hai là nằm xuống, gợi ý lấy nghĩa thứ hai).[6]
- Đáp án bằng tiếng Pháp, Tây Ban Nha, Latinh hay các ngôn ngữ khác được đánh dấu kèm theo tên viết tắt ngôn ngữ đó (ví dụ, Summer: Fr. (mùa hè, tiếng Pháp) = ETE) hay kèm theo gợi ý, thường là tên hoặc địa danh của ngôn ngữ đó (ví dụ, Friends of Pierre (bạn bè của Pierre (tên Pháp)) = AMIS; The ocean, e.g., in Orleans (Đại dương, ví dụ, ở Orleans (thuộc Pháp)) = EAU).[6]
- Gợi ý và đáp án phải luôn luôn có cùng loại từ, thì, số từ và phép so sánh[6], ví dụ:
  - Dạng số nhiều: Hoaxes (tin bịp) = LIES (lời nói dối)
  - Dạng quá khứ: Broke up (đã chia tay) = ENDED (đã kết thúc)
  - Dạng so sánh hơn: Cleverer (thông minh hơn) = SMARTER (thông minh hơn)
- Đáp án (hay một từ trong đáp án) không được xuất hiện lại trong gợi ý. Khác với những ô chữ của báo khác, số lượng từ trong đáp án không được cung cấp, nên gợi ý một chữ có thể có đáp án nhiều chữ.[16]
- Chủ đề, nếu có, phải được sử dụng xuyên suốt tất cả đáp án thuộc chủ đề trong ô chữ (ví dụ, nếu một trong những đáp án thuộc chủ đề có sử dụng chơi chữ thì tất cả đáp án cùng thuộc chủ đề đó cũng phải sử dụng chơi chữ).[8]
- Thông thường, những từ ngữ xuất hiện ở đâu đó trong tờ báo, ví dụ như một nhãn hàng, nhân vật nổi tiếng hay cụm từ mới nổi, được phép sử dụng trong ô chữ.[17]
- Đáp án hoặc gợi ý không được thô tục, có chủ đề đau buồn hoặc phản cảm. Gợi ý cũng không dùng đề tài nhạy cảm.
  - Mặc dù vậy, đã có trường hợp ô chữ lách luật này. Ngày 3 tháng 4 năm 2006, một ô chữ chứa từ SCUMBAG (từ lóng cho bao cao su), và đã xuất hiện trong một bài báo trích dẫn người sử dụng từ này. Shortz gửi lời xin lỗi và nói rằng từ này sẽ không xuất hiện thêm lần nữa.[18] PENIS (dương vật) cũng đã xuất hiện một lần trong một ô chữ do Shortz biên soạn năm 1995, với gợi ý "The __ mightier than the sword." (tục ngữ ở đây điền "pen is" - "cây bút là").[19]
- Câu hội thoại đươc đặt trong dấu ngoặc kép (ví dụ, ' "Get out of here!" ' (Ra khỏi đây!) = LEAVE NOW (Rời ngay lập tức)).[16]
- Lời hoặc âm thanh cảm thán được đặt trong dấu ngoặc vuông (ví dụ, "[It's cold!]" (Lạnh quá!) = BRR).[16]
- Khi một đáp án chỉ có thể thay thế một từ trong gợi ý khi đứng trước một từ khác nào đó, từ khác đó sẽ được đặt trong dấu ngoặc tròn. Ví dụ, Think (over) (suy nghĩ kĩ) = MULL, vì "mull" chỉ có nghĩa là "think over" khi đứng trước "over" ("think over" và "mull over" đều đồng nghĩa là "suy nghĩ kĩ", nhưng "think" và "mull" đứng riêng thì không), có nghĩa là "mull" chỉ có thay thế từ "think" trong trường hợp nó đứng trước "over".
- Khi một đáp án cần một từ khác để phù hợp với gợi ý, từ khác đó sẽ kèm theo từ "with" (với). Ví dụ "Become understood, with in" (hiểu được, với từ "in") = SINK ("sink in" có nghĩa là "hiểu được", nhưng "sink" đứng riêng thì không), có nghĩa là "become understood" có thể thay thế từ "sink in" trong mọi trường hợp, nhưng ta chỉ cần từ "sink" để làm đáp án.
- Gợi ý trong ô chữ luôn luôn viết hoa chữ cái đầu trong mọi trường hợp, cho dù gợi ý không phải một câu hoàn chỉnh hay từ bắt đầu không phải  tên riêng. Đôi khi quy định này được cố tình sử dụng để tăng độ khó của gợi ý, ví dụ, "John, for one" (John, ví dụ), nghĩa của từ "John" có thể là "John" trong tên riêng, hoặc "john" là từ lóng cho bồn cầu.[16]
- Ô chữ có chủ đề đôi khi cần điền một biểu tượng, nhiều chữ hay một từ trong cùng một ô vuông (còn được gọi là "rebus"). Những biểu tượng, chữ cái hoặc từ đó sẽ được lặp lại trong các đáp án thuộc chủ đề.[20] Ví dụ, ngày 6 tháng 12 năm 2012, một ô chữ bởi Jeff Chen sử dụng một chủ đề liên quan đến độ pH dùng để tính độ acid và base, trong đó người giải cần sử dụng chữ "pH" viết trong cùng một ô vuông trong một số đáp án như "triumpH" và "sopHocles".[21]

## Các ô chữ nổi bật
Người hâm mộ ô chữ The New York Times đã ghi lại những kỉ lục nổi bật và những ô chữ thú vị (thường là những ô chữ do Will Shortz biên tập).

### Kỉ lục
- Số từ ít nhất trong ô chữ ngày thường: 50 từ, ô chữ thứ Bảy, ngày 29 tháng 6 năm 2013 bởi Joe Krozel; trong ô chữ Chủ Nhật: 120 từ, ngày 21 tháng 8 năm 2022 bởi Brooke Husic and Will Nediger.[22][23]
- Số từ nhiều nhất trong ô chữ ngày thường: 86 từ, ô chữ thứ Ba, ngày 23 tháng 12 năm 2008 bởi Joe Krozel;[24] trong ô chữ Chủ Nhật: 150 từ, ngày 26 tháng 6 năm 1994 bởi Nancy Nicholson Joline và ngày 21 tháng 11 năm 1993 bởi Peter Gordon (ô chữ Chủ Nhật đầu tiên do Will Shortz biên tập).[24]
- Số ô đen ít nhất (ô chữ ngày thường): 17 ô, ô chữ thứ Sáu, ngày 27 tháng 7 năm 2012, bởi Joe Krozel.[25]
- Tác giả soạn nhiều ô chữ nhất: Manny Nosowsky với 241 ô chữ (254 tính cả thời gian trước khi Shortz biên tập, trước năm 1993), mặc dù có thể có người soạn nhiều ô chữ hơn dưới thời của các biên tập viên khác; đối với ô chữ Chủ Nhật: Jack Luzzato với 119 ô chữ (bao gồm 2 ô chữ dưới tên khác).[26]
- Nhà soạn ô chữ trẻ nhất: Daniel Larson, 13 năm 4 tháng tuổi.[27]
- Nhà soạn ô chữ già nhất: Bernice Gordon, 100 tuổi vào ngày 11 tháng 8 năm 2014 khi ô chữ cuối cùng của tác giả được xuất bản (tác giả qua đời ở tuổi 101 năm 2015).[28]
- Độ chênh lệch tuổi lớn nhất của hai nhà biên soạn trong cùng một ô chữ: 83 tuổi, ô chữ bởi David Steinberg (16 tuổi) và Bernice Gordon (99 tuổi) với chủ đề "AGE DIFFERENCE" (chênh lệch tuổi tác).[29][30]
- Ô chữ xếp chồng đáp án 15 từ: Ngày 29 tháng 12 năm 2012, Joe Krozel đã xếp chồng được năm đáp án 15 từ lên nhau, một điều chưa từng có tiền lệ trong lịch sử ô chữ. Từ năm 2010, Krozel, Martin Ashwood-Smith, George Barany và Erik Agard đều đã xếp chồng bốn đáp án 15 từ. Từ năm 2012, Krozel, Ashwood-Smith, Kevin G. Der, và Jason Flinn soạn ô chữ với hai bộ xếp chồng của bốn đáp án 15 từ (tổng cộng tám đáp án 15 từ trong cùng một ô chữ).[31]

### Ô chữ nổi tiếng

Ô chữ The New York Times Clinton/Bob Dole năm 1996

Một số ô chữ hay đã trở nên nổi tiếng bên ngoài phạm vi cộng đồng giải ô chữ.
- Ngày 5 tháng 11 năm 1996, một ô chữ bởi Jeremiah Farrell được xuất bản trong ngày Bầu cử tổng thống Hoa Kỳ 1996, với hai ứng cử viên dẫn đầu là Bill Clinton và Bob Dole. Trong ô chữ, một trong những đáp án dài thuộc chủ đề là "Title for 39-Across next year (Danh hiệu cho hàng ngang 39 năm sau) = MISTER PRESIDENT (ngài tổng thống). Điểm đặc biệt của ô chữ này là tại hàng ngang 39 với gợi ý "Lead story in tomorrow's newspaper (!), with 43-Across" (bài báo đăng trang nhất vào ngày mai (!), với hàng ngang 43) có hai đáp án hợp lệ là CLINTON và BOBDOLE, và tất cả những đáp án hàng dọc đi qua những ô của hàng ngang 39 đều có nghĩa cho cả hai trường hợp (ví dụ, "Black Halloween animal" (linh vật màu đen Halloween) có thể là BAT (dơi) hoặc CAT (mèo) tuỳ vào đáp án đã chọn; tương tự với "French 101 word" (từ tiếng Pháp cơ bản) có thể là OUI hoặc LUI,...).[32][33]
  - Ô chữ này xuất hiện trong bộ phim Wordplay và cuốn sách The Crossword Obsession bởi Coral Amende, cũng như được bàn luận bởi Peter Jennings thuộc ABC News, trên CNN, và nhiều nơi khác.[34][35] Các nhà soạn ô chữ đặt tên cho loại ô chữ này là "Ô chữ lượng tử" hay "Ô chữ Schrödinger", theo tên của con mèo của Schrödinger trong thí nghiệm nổi tiếng của con mèo vừa sống vừa chết. Sau ô chữ của Jeremiah, nhiều nhà soạn ô chữ cũng đã sử dụng cùng loại ô chữ ấy.[36]
- Ngày 7 tháng 1 năm 1998, Bill Gottlieb (27 tuổi) đã tỏ tình với bạn gái Emily Mindel qua một ô chữ soạn bởi Bob Klahn.[37] Đáp án cho hàng ngang 14 là "Microsoft chief, to some" (lãnh đạo Microsoft, với một số người) = BILLG (Bill Gates), lấy theo tên và chữ đầu của họ của Gottlieb. Hàng ngang 20 có "1729 Jonathan Swift pamphlet" (tập sách của Jonathan Swift năm 1729) =  A MODEST PROPOSAL (một lời cầu hôn giản dị). Và hàng ngang 56 có "1992 Paula Abdul hit" (bài hát thành công của Paula Abdul năm 1992) = WILL YOU MARRY ME (em sẽ cưới anh nhé?). Bạn gái của Gottlieb đồng ý. Ô chữ thu hút sự chú ý trong cộng đồng ô chữ Mỹ, được viết một bài báo trên tờ báo Times, và nhiều nơi khác.[37]
- Ngày 7 tháng 5 năm 2007, cựu tổng thống Bill Clinton, một người hâm mộ lâu năm của ô chữ Times, đã hợp tác với nhà soạn ô chữ Cathy Millhauser tạo ra một ô chữ trực tuyến, với Cathy Millhauser thiết kế bảng ô chữ và Bill Clinton viết gợi ý.[14][38] Shortz miêu tả ô chữ của tổng thống là "dở khóc dở cười" và ghi chú rằng tuy là một biên tập viên nhưng lại phải thay đổi rất ít các gợi ý của Clinton, các gợi ý của ông chứa nhiều phép chơi chữ hơn một ô chữ bình thường.[14][38] Ngày 12 tháng 5 năm 2017, Clinton được xuất bản một ô chữ thứ Sáu trong bản in do ông và cộng tác viên Vic Fleming biên soạn để kỉ niệm lần thứ 75 của ô chữ The New York Times.[39]

## Tranh cãi
Ô chữ The New York Times đã bị chỉ trích vì thiếu sự đa dạng văn hoá và giới tính trong các gợi ý và đội ngũ biên soạn ô chữ. Đa số các ô chữ trong lịch sử như của Times đều được soạn, biên tập, kiểm tra và chơi thử bởi đàn ông cao tuổi da trắng. Ít hơn 30% các nhà soạn ô chữ dưới thời của Shortz là phụ nữ. Vào những năm 2010, chỉ có 27% các nhân vật được đề cập trong các gợi ý là phụ nữ, và 20% thuộc các chủng tộc thiểu số.
Tháng 1 năm 2019, ô chữ The New York Times bị chỉ trích vì đáp án có chứa từ phân biệt chủng tộc "BEANER" (được gợi ý là "Pitch to the head, informally", nhưng cũng là một từ phân biệt với người México). Shortz gửi lời xin lỗi  vì đã gây hiểm lầm cho người giải, nói rằng ông chưa nghe đến từ phân biệt chủng tộc này bao giờ.